# الساحرات (فلم 2020)
الساحرات (بالإنجليزية: The Witches) هو فيلم فنتازيا كوميدي أمريكي صدر عام 2020 من إخراج روبرت زيميكس،الفيلم مبني على رواية تحمل نفس الأسم،الفيلم من بطولة آن هاثاواي،أوكتافيا سبنسر،ستانلي توتشي،كريستين تشينوويث وكريس روك.